# Clive Burr
Clive Ronald Burr (Londres, 8 de março de 1957 - Londres, 13 de março de 2013) foi um baterista inglês, famoso ao participar da banda de heavy metal Iron Maiden no qual ficou no período de 1979 até 1982, gravando com os três primeiros álbuns da banda. Ficou em 20° lugar na lista dos "50 melhores bateristas de hard rock e metal de todos os tempos" do site Loudwire.
Foi diagnosticado com esclerose múltipla, o que resultou a realização de uma turnê de concertos beneficentes promovidos pela banda Iron Maiden para arrecadar dinheiro para o tratamento de outras pessoas que padecem desse mal. Burr andava de cadeira de rodas, devido à doença, e dedicava sua vida para eventos como o Clive Aid, com o intuito de arrecadar fundos para pessoas que sofrem com o mesmo mal.
Em 2005, Clive doou para o Hard Rock Cafe seu kit de bateria utilizado na sua época de Iron Maiden.
Clive Burr também tocou pela banda Elixir durante breve período onde inclusive gravou os álbuns Lethal Potion e Sovereign Remedy.

## Iron Maiden
Clive Burr entrou no Iron Maiden em 1979 e saiu em 1982. Burr deixou a banda devido a problemas pessoais e dificuldades em acompanhar o ritmo na época. Burr escreveu duas músicas gravadas pelo Iron Maiden que foram lançadas no álbum The Number of the Beast: "Gangland" e "Total Eclipse". Após sair da banda, Clive foi para uma banda chamada Trust, que era a antiga banda do baterista Nicko McBrain que trocou de lugar com ele e foi para o Iron Maiden.

## Doença
Burr foi diagnosticado com esclerose múltipla no final da década de 1990, cujo tratamento o deixou profundamente endividado. Os Iron Maiden realizaram uma série de concertos de caridade e estiveram envolvidos na fundação do Clive Burr MS Trust Fund. Burr usava cadeira de rodas devido à sua condição.

## Morte
Burr morreu durante o sono em 13 de março de 2013 em Londres, cinco dias após seu 56º aniversário, devido a complicações relacionadas à esclerose múltipla.
Em um comunicado divulgado no site da banda Iron Maiden, o baixista Steve Harris afirmou "Esta é uma notícia terrivelmente triste. Clive era um velho amigo de todos nós. Ele era uma pessoa maravilhosa e um baterista incrível que deu uma contribuição valiosa para o Maiden nos primeiros dias quando estávamos começando. Este é um dia triste para todos na banda e aqueles ao redor dele e nossos pensamentos e condolências estão com sua parceira e família neste momento."
O vocalista do Iron Maiden, Bruce Dickinson, declarou: "Mesmo durante os dias mais sombrios de sua esclerose múltipla, Clive nunca perdeu seu senso de humor ou irreverência".
Um funeral foi realizado para Burr em 25 de março de 2013 em Londres.

## Discografia

### Com o Samson
- Telephone (single)
- Mr Rock And Roll (single)

### Com o Iron Maiden
- 1980 - Iron Maiden
- 1981 - Killers
- 1981 - Maiden Japan (Ao vivo)
- 1982 - The Number of the Beast
- 1996 - Best of the Beast (Coletânea)
- 1999 - Ed Hunter
- 2002 - BBC Archives (Ao vivo)
- 2002 - Best of the 'B' Sides (Coletânea)
- 2004 - The History of Iron Maiden – Part 1: The Early Days
- 2005 - The Essential Iron Maiden (Coletânea)

### Com o Trust
- Trust IV (1983)
- Man’s Trap (1984)
- The Best of (1997)

### Com Stratus
- Throwing Shapes (1984)

### Com o Gogmagog
- I Will Be There (EP, 1985)

### Com o Elixir
- Lethal potion (1990)
- Sovereign Remedy (2004)

### Com o Desperado
- Bloodied, But Unbowed (1996, gravado em 1988)

### Com o Praying Mantis
- Captured Alive in Tokyo City (1996)
- Demorabilia (1999)

## Clive Burr MS Trust Fund
Desde 2002, a banda Iron Maiden faz shows beneficentes para doar dinheiro para o Clive Burr MS Trust Fund, uma instituição criada por Clive Burr com o intuito de ajudar pessoas que também sofrem de esclerose múltipla.